# جيري غروم
جيري غروم (بالإنجليزية: Jerry Groom)‏ هو لاعب كرة قدم أمريكية أمريكي، ولد في 15 أغسطس 1929 في دي موين في الولايات المتحدة، وتوفي في 29 فبراير 2008 في ساراسوتا في الولايات المتحدة.

## وصلات خارجية
- جيري غروم على موقع مرجع كرة القدم المحترفة.كوم (الإنجليزية)
- جيري غروم على موقع قاعة آيوا للمشاهير الرياضية (الإنجليزية)